# Никитин, Анатолий Глебович
Анатолий Глебович Никитин (укр. Анатолій Глібович Нікітін; род. 25 декабря 1945, Киев) — советский и украинский математик. Доктор физико-математических наук (1988), профессор (2002). Член-корреспондент НАН Украины (с 2009 года).

## Биография
Родился 25 декабря 1945 года в Киеве в семье военных. Первые годы жизни провёл в Восточной Пруссии, где служили его родители. Являлся кандидатом в мастера по шахматам. Окончил школу в Киеве.
Выпускник физического факультета Киевского государственного университета имени Т. Г. Шевченко (1969). Дипломную работу писал под руководством академика Остапа Парасюка. Окончив вуз был призван на два года в армию, где служил в должности начальника смены радиолокационного комплекса. Находясь на службе изобрёл способ одевания костюма химической защиты, который был принят как уставный для сил противовоздушной обороны.
Демобилизовавшись, поступил в аспирантуру Института математики. Его научным руководителем стал Вильгельм Фущич. В 1974 году защитил кандидатскую, а в 1988 году — докторскую диссертацию.
С 1974 года работает в Институте математики НАН Украины. С 1997 года руководит отделом прикладных исследований Института математики НАН Украины, который в 2016 году был реорганизован в отдел математической физики.
С 1997 по 2009 год являлся главой организационного комитета конференций Symmetry in Nonlinear Mathematical Physics.
С 2005 года — главный редактор математического журнала «Symmetry, Integrability and Geometry: Methods and Applications» (SIGMA). Член редколлегий «Украинского математического журнала» и «Украинского математического вестника».
В 2009 году стал членом-корреспондентом Национальной академии наук Украины.

## Научная деятельность
Изучает теоретико-групповые методы в математической физике, групповой анализ дифференциальных уравнений, обобщённые симметрии и суперсимметрии, интегрирующие и суперинтегрирующие системы. Предложил метод восстановления коэффициента диффузии, основанный на развитии искомого коэффициента по функциям погрешностей.
Автор 4 книг и более 120 научных статей. Среди его учеников — 13 кандидатов наук.

## Награды и звания
- Медаль имени академика М. В. Остроградского[3]
- Государственная премия Украины в области науки и техники (2001)[5]
- Медаль Эрнста Маха Академии наук Чехии (2006)[3]
- Премия имени Н. М. Крылова (2010)[5]
- Премия имени М. М. Боголюбова (2020)[5]

## Личная жизнь
Супруга — Елена. Дочери — Аня и Алиса.